# Пиринец
Пиринец е село в Североизточна България. То се намира в община Антоново, област Търговище.

## География
Селото е разположено на 8 км от общинския център град Антоново. В непосредствена близост до Пиринец преминава река Голяма река. През 2006 г. бе изградена и открита екопътека „Голяма река“.
В околностите на селото се намират живописни местности. Има два красиви водопада. В близост са разположени два микроязовира „Пиринец“ и „Семерци“, които предоставят условия за риболов.

## Редовни събития
- Събор на селото – провежда се в последната неделя на месец август.

1. ↑  www.grao.bg